# Hosakodige, Tirthahalli
Hosakodige là một làng thuộc tehsil Tirthahalli, huyện Shimoga, bang Karnataka, Ấn Độ.